# Седжвік (Колорадо)
Седжвік (англ. Sedgwick) — місто (англ. town) в США, в окрузі Седжвік штату Колорадо. Населення — 172 особи (2020).

## Географія
Седжвік розташований за координатами 40°56′6″ пн. ш. 102°31′32″ зх. д. / 40.93500° пн. ш. 102.52556° зх. д. (40.935068, -102.525674).  За даними Бюро перепису населення США в 2010 році місто мало площу 0,86 км², уся площа — суходіл.

### Клімат
| Клімат : Седжвік                      | Клімат : Седжвік | Клімат : Седжвік | Клімат : Седжвік | Клімат : Седжвік | Клімат : Седжвік | Клімат : Седжвік | Клімат : Седжвік | Клімат : Седжвік | Клімат : Седжвік | Клімат : Седжвік | Клімат : Седжвік | Клімат : Седжвік | Клімат : Седжвік |
| Показник                              | Січ.             | Лют.             | Бер.             | Квіт.            | Трав.            | Черв.            | Лип.             | Серп.            | Вер.             | Жовт.            | Лист.            | Груд.            | Рік              |
| Абсолютний максимум, °C               | 22,8             | 25,0             | 30,0             | 34,4             | 37,8             | 43,3             | 45,6             | 41,1             | 39,4             | 34,4             | 27,2             | 22,2             | 43,3             |
| Середній максимум, °C                 | 3,8              | 5,9              | 11,1             | 16,1             | 21,4             | 27,6             | 31,8             | 30,4             | 25,6             | 17,8             | 9,6              | 3,5              | 17,1             |
| Середній мінімум, °C                  | −10,1            | −8,6             | −4,7             | −0,1             | 6,1              | 11,8             | 14,8             | 14,0             | 8,4              | 1,4              | −4,9             | −10,2            | 1,5              |
| Абсолютний мінімум, °C                | −32,2            | −32,2            | −26,7            | −14,4            | −6,1             | 0,6              | 5,6              | 4,4              | −8,3             | −16,1            | −22,8            | −34,4            | −34,4            |
| Норма опадів, мм                      | 10               | 13               | 28               | 50               | 74               | 77               | 64               | 58               | 36               | 33               | 17               | 11               | 465              |
| Днів з опадами                        | 3                | 4                | 6                | 7                | 9                | 8                | 7                | 7                | 6                | 5                | 4                | 3                | 69               |
| Днів зі снігом                        | 2                | 3                | 3                | 2                | 0                | 0                | 0                | 0                | 0                | 1                | 2                | 3                | 15               |
| ------------------------------------- | ---------------- | ---------------- | ---------------- | ---------------- | ---------------- | ---------------- | ---------------- | ---------------- | ---------------- | ---------------- | ---------------- | ---------------- | ---------------- |
| Джерело: NOAA (extremes 1958–present) |                  |                  |                  |                  |                  |                  |                  |                  |                  |                  |                  |                  |                  |

## Демографія
Згідно з переписом 2010 року, у місті мешкало 146 осіб у 76 домогосподарствах у складі 42 родин. Густота населення становила 169 осіб/км².  Було 110 помешкань (127/км²).
Расовий склад населення:
| - 93,8 % — білих - 1,4 % — чорних або афроамериканців - 1,4 % — азіатів - 0,7 % — корінних американців - 2,7 % — осіб інших рас |

До двох чи більше рас належало 0,0 %. Частка іспаномовних становила 8,9 % від усіх жителів.
За віковим діапазоном населення розподілялося таким чином: 16,4 % — особи молодші 18 років, 57,6 % — особи у віці 18—64 років, 26,0 % — особи у віці 65 років та старші. Медіана віку мешканця становила 53,3 року. На 100 осіб жіночої статі у місті припадало 111,6 чоловіків;  на 100 жінок у віці від 18 років та старших — 117,9 чоловіків також старших 18 років.
Середній дохід на одне домашнє господарство  становив 37 562 долари США (медіана — 29 375), а середній дохід на одну сім'ю — 47 934 долари (медіана — 37 031). За межею бідності перебувало 25,2 % осіб, у тому числі 56,3 % дітей у віці до 18 років та 9,1 % осіб у віці 65 років та старших.
Цивільне працевлаштоване населення становило 81 осіб. Основні галузі зайнятості: сільське господарство, лісництво, риболовля — 19,8 %, будівництво — 18,5 %, транспорт — 14,8 %.